# Y học du lịch

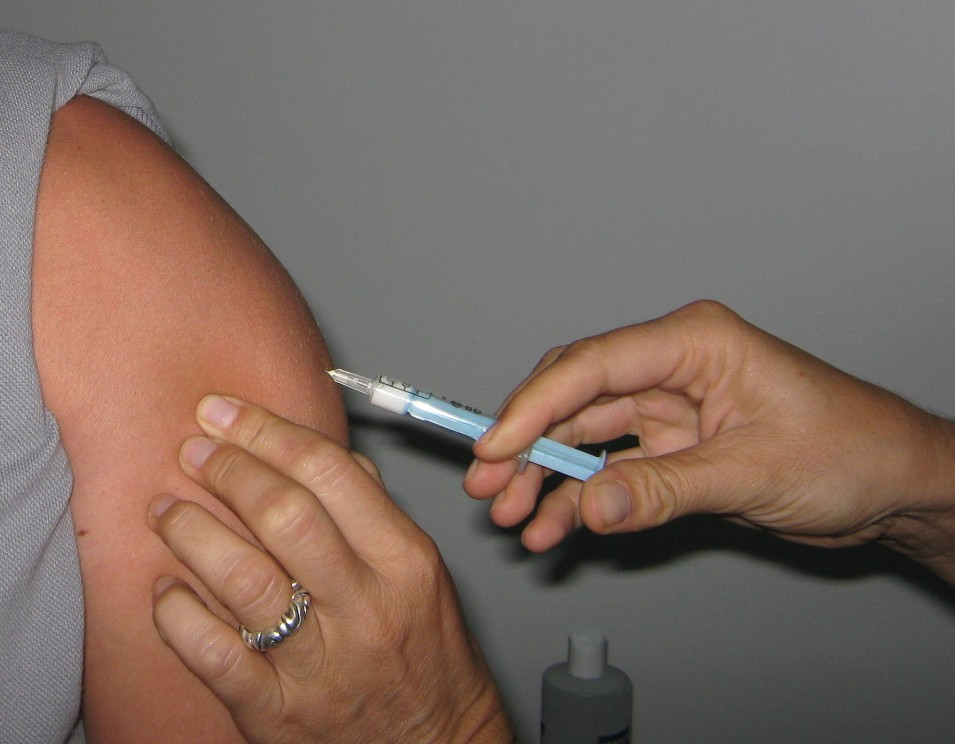
Tiêm vắc xin chống bệnh H1N1.

Y học du lịch là một nhánh y học liên quan đến việc quản lý và ngăn chặn các vấn đề sức khỏe cho các người đi du lịch trên quốc tế.

## Du lịch và sự toàn cầu hóa
Sự toàn cầu hóa tạo điều kiện thuận lợi cho sự lan rộng bệnh dịch và tăng số người đi du lịch khi họ bi tiếp xúc nhiều môi trường sức khỏe khác nhau. Các mảng nội dung chính của y học du lịch bao gồm dịch tễ học toàn cầu của các rủi ro sức khỏe đến người đi du lịch, vắc-xin, ngăn chặn sốt rét và tư vấn trước khi đi du lịch để duy trì sức khỏe khoảng xấp xỉ hành khách quốc tế. Theo ước tính, có khoảng 80 triệu khách du lịch hàng năm từ các nước phát triển.

## Tử vong và bệnh tật
Các nghiên cứu về tử suất cho thấy bệnh tim mạch là nguyên nhân gây ra hầu hết các ca tử vong trong khi đi du lịch (50–70%), trong khi chấn thương và tai nạn là nguyên nhân tiếp theo (~25%). Nhiễm trùng chiếm khoảng 2,8–4% số ca tử vong trong/khi đi du lịch. Các nghiên cứu về bệnh tật cho thấy khoảng một nửa số người đén từ một quốc gia phát triển sẽ bị ốm khi ở lại một quốc gia đang phát triển trong vòng 1 tháng.